# Grüntensee
Der Grüntensee ist ein 2,5 km langer und 11,2 m tiefer Stausee der Wertach mit einem Umfang von 8,2 km im Landkreis Oberallgäu an der Grenze zum Landkreis Ostallgäu, Bayerisch Schwaben, Bayern, 3,1 km westlich von Nesselwang. Der Stausee wurde 1962 fertiggestellt und dient dem Hochwasserschutz und der Stromerzeugung. In einem Wasserkraftwerk wird eine Leistung von 1 MW erzeugt.
Der Grüntensee und einige Bereiche seines Ufers werden auch als Erholungsgelände genutzt. Am Nordufer des Grüntensees befindet sich der Kletterwald Grüntensee (ein Hochseilgarten).
Der See wurde nach dem rund 11 Kilometer südwestlich liegenden ins Auge fallenden Berg Grünten am Nordrand der Allgäuer Alpen benannt.

## Sonstiges
- Das Ostufer war Drehort für den 2011 im ZDF ausgestrahlten Fernsehfilm Klarer Fall für Bär mit Hans Sigl in der Hauptrolle.